# Poklon Treh kraljev (Veronese)
Poklon Treh kraljev, tudi Čaščenje modrecev beneškega umetnika Paola Veroneseja je velika oljna slika na platnu iz leta 1573, ki je v Narodni galeriji v Londonu od leta 1855, kmalu potem, ko jo je prodala beneška cerkev, za katero je bila naročena. V njem je prikazan pogost predmet božične umetnosti obisk treh kraljev dojenčka Jezusa, ki mu je dal veličastno gledališko obravnavo, značilno za Veronesejeva zrela dela. To ni bil oltarni nastavek, naslikana je bila, da visi poleg stranskega oltarja v cerkveni ladji.

## Opis
Poklon Treh kraljev je bil zelo pogosto predmet religiozne umetnosti. Za to sliko je bil brez dvoma izbran, ker ga je naročila bratovščina svetega Jožefa, čeprav v kompoziciji ni posebej izrazit, postavljen ob visečo polico nad volom. Je pa na vrhu kompozicijske diagonale, ki jo tvorijo glavne figure. Veronese je užival v slikanju zapletenih in scenskih kostumov, trije kralji pa so, podobno kot religiozne ali zgodovinske osebnosti na mnogih njegovih slikah, zelo prefinjeno oblečeni v ogrinjala, ki odražajo oblačila sodobne beneške elite, vendar so bolj ekstravagantne in ljubke, kot bi jih dejansko nosili. Domnevajo, da so Veronesejevi kostumi naslikani iz gledaliških kostumov, za katere je tudi risal in jih je mogoče primerjati s sodobnim haute couture - visoko modo - slogom, od katerih številni v resnici niso namenjeni nošenju izven modne piste.
Velika arhitekturna postavitev v porušenem klasičnem templju je značilna tudi za Veroneseja, ki se je resno zanimal za arhitekturo, čeprav David Rosand predlaga, da predmeti na njegovih velikih slikah bolje delujejo kot odrski prizor ali začasen monumentalni okras za kraljeve prihode ali druge priložnosti (ki je bila v tem obdobju pogosto zelo zapletena), kot pa podrobno primerjana z dejansko arhitekturo. Prizori Jezusovega rojstva so zelo pogosto postavljeni v takšne okolja, ki so poleg izkazovanja umetnikove spretnosti delovala kot opomnik na srednjeveško legendo, o kateri je v priljubljeni zbirki Zlata legenda pisalo, da se je v noči Jezusovega rojstva Maksencijeva bazilika v Rimu, v kateri je bil domnevni kip Romula, deloma podrla in pustila impresivne ruševine, ki še danes stojijo.
Še en pomen porušenega templja sega v staronizozemsko slikarstvo iz 15. stoletja, ko se je običajna preprosta lopa božičnega hleva, malo spremenjena iz pozne antike, razvila v izdelan porušen tempelj, sprva v romanskem slogu, ki je predstavljal razpadlo državo Stare zaveze judovskega zakona. V italijanskih delih je arhitektura takšnih templjev postala klasična, kar odraža naraščajoče zanimanje za antični svet in ruševine, ki so ostale na mnogih območjih.

## Datacija in pripis
Zdi se, da ni razloga, da bi dvomili o datumu leta 1573, naslikan na najnižji kamniti stopnici. Stopnja Veronesejeve osebne vpletenosti je bila predmet različnih stališč, odkar je delo prišlo v London, pri čemer so nekateri dvomili, da se je sploh dotaknil zaključnega dela, drugi pa verjamejo, da so figure v veliki meri mojstrove. Splošno je sprejeto, da je Veronese odgovoren za podrobne pripravljalne risbe, ki so se odrazile v podrisbi, ki je vidna na mnogih mestih in ki mu je sledil z malo spremembami. Cecil Gould je prvi opozoril, da je Veronese leta 1573 prav tako dokončal dela, vključno z velikansko sliko Gostija v Levijevi hiši in veliko Madono del Rosario (obe sta zdaj v Gallerie dell'Accademia, Benetke), kar je nakazovalo, »da bi samo to dejstvo podprlo idejo, da obstaja velika stopnja udeležbe delavnice«.  Nicholas Penny se zdi, da je velik del slike »značilen za bolj kompetentne produkcije Veronesejeve delavnice, vendar sta glavi obeh starejših kraljev med najboljšimi slikami, kar jih je kdaj Veronese naslika«.
Slog na nekaterih področjih, na primer obrazi Device in Kasparja, in elementi, kot je vključitev vola in osla, »ki nikakor niso obvezni pri slikanju« tega predmeta in »še eni značilni basanščini«, je več učenjakov predlagalo, da je Jacopo Bassano ali nekdo iz njegove delavnice sodeloval pri slikanju. Poleg teh slika vključuje konje, dve jagnjeti, dva psa in kamelo. Znano je, da je Veronese občudoval Bassana, ki se je specializiral za zgodovinske slike, v katere so bile vključene živali.

## Zgodovina
Izvor slike je za delo iz 16. stoletja nenavadno preprosto, saj jo je kupil trgovec od župnijske cerkve San Silvestro v Benetkah, za katero je bila naročena. Sliko je naročila bratovščina svetega Jožefa, Scuola di San Giuseppe in jo postavila poleg oltarja na levi steni ladje. Niso bili ena izmed zelo bogatih Scuole Grandi of Venice, niti trgovsko ne tako kot drugi z oltarji v cerkvi, ampak v bistvu pobožni in so vključevali ženske članice.
Cerkev je imela številne pomembne slike, Veronesejevo pa zraven oltarja svetega Jožefa. V naslednjem stoletju jim je oltarno sliko podaril Johann Carl Loth, nenavaden Jožefov predmet, ko je novorojenega Jezusa predstavil Bogu Očetu, in je ostala v cerkvi. Veronese je bil bolj slaven, in omenjen v zgodnjih vodniških knjigah, kot je revizija Giovannija Stringa iz leta 1604 Francesca Sansovinove Venetia. Leta 1670 so se agenti Cosima III. de' Medici, nadvojvode Toskanskega (1642-1723), ki mu ni uspelo prepričati samostana svete Katarine, naj proda Veronesejevo sliko Mistična poroka svete Katarine iz leta 1575 (danes v Gallerie dell'Accademia), obrnili na cerkev San Silvestro in poskušali podkupiti člane bratovščine, da bi delo prodali, vendar po dveh letih niso uspeli.
Po delnem propadu cerkve leta 1820 je bilo odločeno, da se cerkev v veliki meri obnovi, sedanji notranji videz je zato v celoti iz 19. stoletja, s skrbnim opazovanjem pa razkriva, kako je zmanjkalo denarja za delo, saj so s slikami nadomestili relief in marmor v sekundarnih območjih. Delo se je začelo leta 1836, Veroneseja so hranili v cerkvi od leta 1837, bodisi zloženega ali v roli, cerkev pa je bila leta 1850 ponovno posvečena. Zunanjost fasade je bila dokončana leta 1909, razen zvonika, ki iz 14. stoletja. Nova ladja je imela veliko manj oltarjev, z »lucidno artikulacijo ladijskih sten«, ki ni pustila prostora za sliko velikosti Veroneseja. Po Pennyjevih besedah je bila »uradna zgodba«, da so to spoznali šele po obnovi, zaradi česar je bil prvotni namen nadomestiti izvirne velike slike nemogoč, pridobitev sredstev od prodaje Veroneseja pa je bila verjetno del načrta.
Sliko je 1. septembra 1855 od cerkve kupil beneški trgovec z umetninami Angelo Toffoli; prodaja je bila zamudna zaradi potrebe po pridobitvi tako papeške uredbe, ki dovoljuje prodajo, kot dovoljenja za izvoz od avstrijskih oblasti, ki so vladale Benetkam. Toffoli jo je naslednji mesec poslal v Pariz, očitno pa jo je nameraval tam prodati baronu Jamesu Mayerju de Rothschildu iz veje francoskih Rothschildov ali drugemu zbiralcu. Novoimenovani direktor Narodne galerije iz Londona, sir Charles Lock Eastlake, je slišal za to in jo kupil od Toffolija, verjetno ne da bi jo kdaj videl. Toffoli je 24. novembra dobil plačilo 1977 funtov, slika pa bila v Londonu do 29. novembra. Očitno je prišla brez svojega prvotnega okvirja, sedanji pa je bil narejen v ulici Wardour, preden je bila slika 1. februarja 1856 v galeriji obešena. Od takrat, ko je bila običajno na ogled, do danes je v sobi 9.

## Stanje in tehnika
Slika je na splošno v dobrem stanju, čeprav je bila skoraj dvajset let v zadnjem obdobju v Benetkah v roli ali zložena. To je povzročilo lokalno izgubo barve ob robovih, ki so jih prebarvali za trgovca Toffolija. Ko je prispela v Narodno galerijo, so leta 1856 odvečno barvo odstranili. En obiskovalec San Silvestra iz 18. stoletja jo je opisal kot obrabljeno in slabo vidno, morda zaradi umazanije ali razbarvanega laka. Nadaljnje čiščenje je bilo izvedeno v 1891, 1934 in 1957. V letih 2012-13 so ji omogočili »popolno čiščenje in restavriranje, pa tudi nalepili na novo platno«, pregled pa je nakazoval, da je bila Veronesejeva roka bolj razvidna v različnih glavnih podatkih, kot se je prej mislilo.
Slika je v treh delih, širokih 119 cm, iz 'tkanih, srednje težkih platen', ki tečejo čez sliko. Precej nenavadno je, da je podlaga kalcijev karbonat z lepilom kot vezivnim medijem, ne pa običajni gesso na osnovi kalcijevega sulfata. Identificirani so bili številni uporabljeni pigmenti in prišlo je do nekaj razbarvanja.